# När jag i tron min Jesus ser
När jag i tron min Jesus ser är en psalm med två 8-radiga verser av Brita Hedvig Knös, domprostinna i Skara under sena 1700-talet. Musiken är hämtad ur Sions Nya Sånger från 1874. Texten bearbetades 1948 och 1985 av Harry Lindström.
I pingströrelsens "Segertoner 1930" användes en ny melodi jämfört med tidigare utgåvor av Segertoner. Texten är från 1930 skriven av Samuel Gustafsson och musiken av James M. Black.

## Publicerad i
- Sions Nya Sånger som nr 152 (5:e upplagan, 1863)
- Svensk söndagsskolsångbok 1908 som nr 346 under rubriken "Avslutningssånger"
- Svenska Missionsförbundets sångbok 1920 som nr 775 under rubriken "Slutsånger"
- Kyrklig sång 1928 nr 90
- Segertoner 1930 som nr 355
- Guds lov 1935 som nr 561 under rubriken "Avslutningssånger"
- Sionstoner 1935 som nr 797 under rubriken "Avslutning och avsked"
- Sions Sånger 1951 nr 142
- Segertoner 1960 som nr 57
- Sions Sånger 1981 nr 104 under rubriken "Om Jesu omfattande med Trona"
- Lova Herren 1988 som nr 468 under rubriken "Guds barns trygghet och frid"
- Psalmer och Sånger 1987 som nr 564 under rubriken "Att leva av tro - Stillhet - meditation".[1]
- Segertoner 1988 nr 572 under rubriken "Att leva av tro - Glädje - tacksamhet".[2]

### Fotnoter
1. 1 2   Psalmer och sånger. Örebro: Libris. 1987. Libris 7623713. ISBN 91-7214-134-4
2. 1 2  Heinerborg, Karl-Erik; Lennart Jernestrand (1988). Segertoner melodisångbok. Stockholm: Förlaget Filadelfia. Libris 911558